# 鶏足寺 (長浜市)

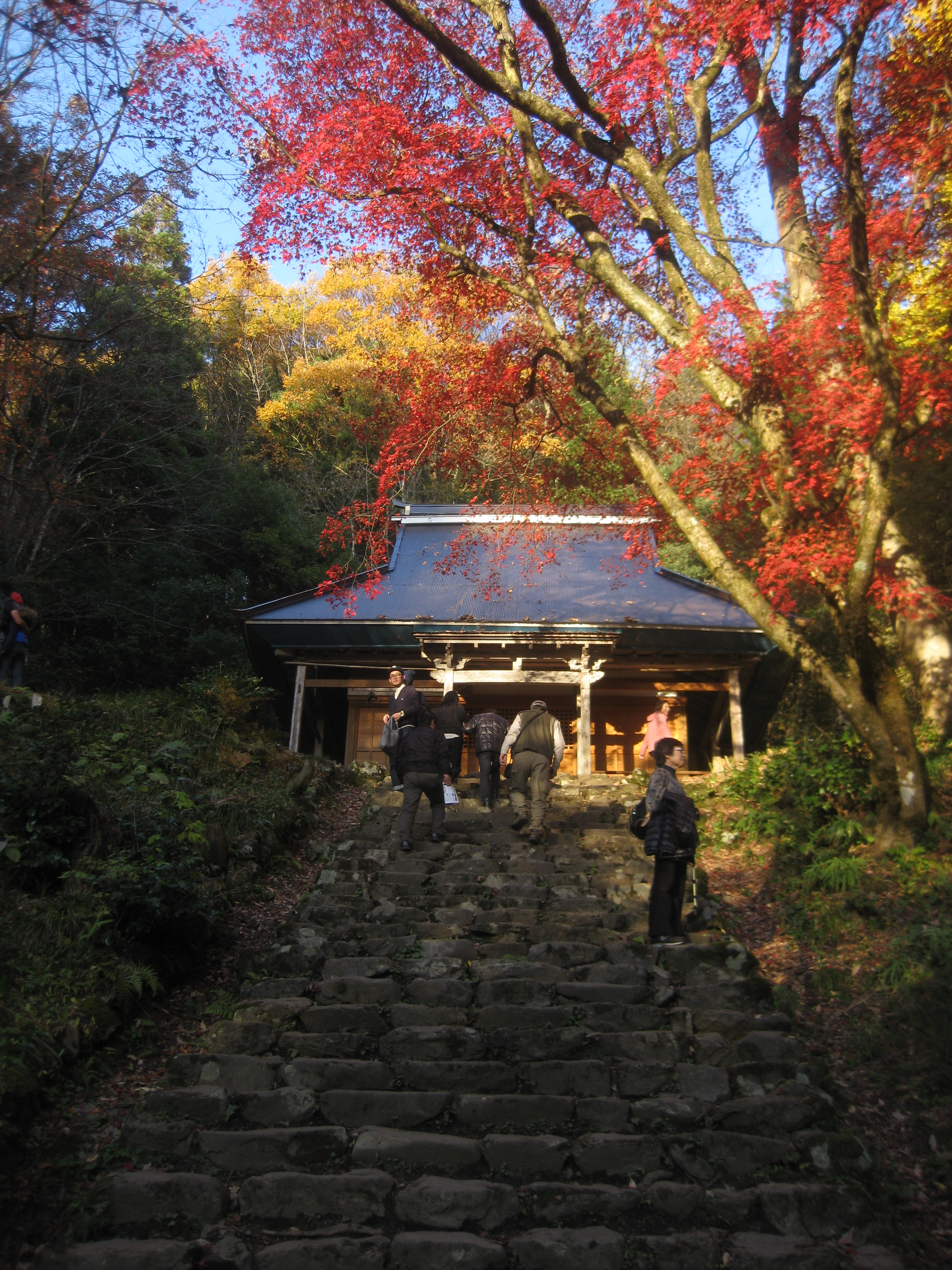
秋の鶏足寺（旧飯福寺）

鶏足寺（けいそくじ）は、滋賀県長浜市にある真言宗豊山派の寺院。山号は己高山。山岳信仰の霊地であった己高山（こだかみやま、923m）の山中に所在した。伽藍は昭和8年（1933年）に焼失し、その後は事実上廃寺となっているが、伝来した仏像のみ山下の収蔵庫に安置され、地元住民によって管理されている。旧飯福寺は紅葉の名所として名高く、秋には多くの観光客でにぎわう。びわ湖百八霊場第30番札所。

## 歴史
旧木之本町中心部の東方に位置する己高山の山頂付近および西麓には、古代から中世にかけて多くの寺院があり、天台系山岳仏教の聖地であった。これらの寺院は近代以降全て山麓に下り、または廃絶している。応永14年（1407年）の奥書のある『己高山縁起』によれば、近江国の鬼門（北東）に位置するこの山は奈良時代に行基および泰澄によって開かれたという。
鶏足寺は己高山の中心寺院であった観音寺の別院であったもので、伝承によれば天平7年（735年）、行基によって開基。いったん荒廃したものを延暦18年（799年）最澄が再興したという。文永6年（1269年）下野国・薬師寺の慈猛が、それまで天台・真言宗、兼帯であったのを真言宗に改宗した。
奈良・興福寺に属する寺院を書き上げた『興福寺官務牒疏』という資料（嘉吉元年・1441年）には、己高山の五箇寺として法華寺、石道寺、観音寺、高尾寺、安楽寺の名があり、観音寺の別院として鶏足寺、飯福寺、円満寺が挙げられている。
鶏足寺跡とされる寺院跡は己高山の山頂近くにある。また、山麓の古橋地区から徒歩15分ほどの山中にも「鶏足寺（旧飯福寺）」と称する寺跡があり、現在では秋の紅葉の名所として知られている。
山麓の古橋地区の与志漏神社（よしろじんじゃ）境内には薬師堂、大日堂のほか、己高閣（ここうかく）、世代閣（よしろかく）と称する2棟の収蔵庫が建ち、鶏足寺や関連寺院に伝わった仏像などはこれらの収蔵庫にて収蔵・公開されている（指定文化財の仏像の所有者名義は「鶏足寺」となっている）。

## 文化財
鶏足寺の仏像は、前述の己高閣および世代閣に安置されている。己高閣は昭和38年（1963年）、世代閣は平成元年（1989年）に地元有志によって建てられたもので、己高閣には鶏足寺本尊の十一面観音像、七仏薬師像などを安置する。世代閣はもとこの地にあった戸岩寺の仏像を収蔵する施設で、薬師如来像、十二神将像、菩薩立像（魚籃観音）、十社権現像などを安置する。
重要文化財
- 木造十一面観音立像 - 平安時代、10世紀頃
- 木造薬師如来立像 - 平安時代初期。作風、技法等に奈良時代風が強いが、太づくりの体躯、大腿部の量感を強調したモデリングには平安時代初期の特色がみられる。己高山中にあった法華寺の本尊とされる。
- 木心乾漆十二神将立像 3躯[1] - 平安時代初期。

滋賀県指定文化財
- 木造七仏薬師如来像 - 中尊のみ12世紀中期から後半。脇侍は中尊の向かって右横にある一体以外は13世紀、右横の一体のみ15世紀。全てカヤ材、素地仕上げ。光背・台座は江戸時代頃の後補。像高は95.1~101.2cm。中尊のみ一木造で、他は割矧造。己高閣が建築されるまでは大日堂にあり、明治22年（1889年）の時点では「神使熊山法花寺（こうずくまさんほっけじ）」の旧本尊と伝わる。七仏薬師には、本尊光背の化仏で七仏を表す「一尊七仏薬師」と、七躯分造する2形式があるが、本像は松虫寺（千葉県印西市）や赤沢薬師堂（岩手県紫波町）と並び後者の代表的作例の一つである[2]。
- 木造菩薩立像（魚籃観音） - 平安時代、9 - 10世紀の作。魚籃（ぎょらん）観音と通称されるが、左手に下げている魚籠は後補で、本来の像名は定かでない。胸の厚みと大腿部の盛り上がりを強調した作風は平安時代初期の特色を示す。
- 木造十社権現像

## 交通
- 己高閣および世代閣 - JR北陸本線 木ノ本駅からバス乗車、古橋バス停下車すぐ。
- 鶏足寺跡 - 同上バス停より徒歩15分